# Superliga de Moldavia 2022-23
La Superliga de Moldavia 2022-23 fue la 32.ª edición de la Superliga de Moldavia. La temporada comenzó el 30 de julio de 2022 y terminó  el 20 de mayo de 2023.
A partir de esta temporada la Divizia Națională pasó a llamarse Superliga.

## Sistema de disputa
El campeonato se disputó en dos fases, la primera fase se jugó en sistema de todos contra todos dos veces totalizando 14 partidos cada uno. Al término de la primera fase los seis primeros clasificados jugaron el Grupo Campeonato. Por otro lado los dos últimos clasificados jugaron la Fase II de la Liga 1 2022-23.
En el grupo campeonato los seis clasificados jugaron otra vez ida y vuelta por tres plazas europeas. El campeón clasificó a la primera ronda previa de la Liga de Campeones de la UEFA 2023-24 mientras que el segundo y el tercero clasificaro a la primera ronda previa de la Liga Europa Conferencia de la UEFA 2023-24.

## Equipos participantes

### Información
| Equipo            | Ciudad   | Estadio                     | Capacidad |
| ----------------- | -------- | --------------------------- | --------- |
| Bălți             | Bălți    | Estadio Orășenesc           | 5953      |
| Dacia Buiucani    | Chisináu | Joma Arena                  | 2000      |
| Dinamo Tiraspol   | Tiráspol | Estadio Dinamo-Auto         | 1300      |
| Milsami Orhei     | Orhei    | Complejo Deportivo de Orhei | 2539      |
| Petrocub Hîncești | Hîncești | Estadio Municipal           | 2672      |
| Sfîntul Gheorghe  | Suruceni | Estadio Suruceni            | 1500      |
| Sheriff Tiraspol  | Tiráspol | Estadio Sheriff             | 12 746    |
| Zimbru Chișinău   | Chisináu | Estadio Zimbru              | 10 400    |

### Ascensos y descensos
| Pos. | Ascendidos de Divizia A 2021-22 |
| ---- | ------------------------------- |
| 3    | Dacia Buiucani                  |

| Pos. | Descendidos de División Nacional 2021-22 |
| ---- | ---------------------------------------- |
| 8    | Florești                                 |

## Temporada regular

### Tabla de posiciones
| Pos. | Equipo            | Pts. | PJ | G  | E | P  | GF | GC | Dif. | Clasificación 2022-23            |
| ---- | ----------------- | ---- | -- | -- | - | -- | -- | -- | ---- | -------------------------------- |
| 1    | Sheriff Tiraspol  | 33   | 14 | 10 | 3 | 1  | 24 | 6  | +18  | Grupo Campeonato                 |
| 2    | Petrocub-Hîncești | 27   | 14 | 8  | 3 | 3  | 20 | 11 | +9   | Grupo Campeonato                 |
| 3    | Zimbru Chișinău   | 19   | 14 | 4  | 7 | 3  | 17 | 17 | 0    | Grupo Campeonato                 |
| 4    | Sfîntul Gheorghe  | 19   | 14 | 6  | 1 | 7  | 18 | 22 | −4   | Grupo Campeonato                 |
| 5    | Milsami Orhei     | 17   | 14 | 4  | 5 | 5  | 12 | 14 | −2   | Grupo Campeonato                 |
| 6    | Bălți             | 17   | 14 | 5  | 2 | 7  | 13 | 13 | 0    | Grupo Campeonato                 |
| 7    | Dacia Buiucani    | 16   | 14 | 4  | 4 | 6  | 14 | 14 | 0    | Fase II de la Liga 1 de Moldavia |
| 8    | Dinamo-Auto       | 0    | 14 | 1  | 3 | 10 | 5  | 26 | −21  | Fase II de la Liga 1 de Moldavia |

 Fuente: Soccerway
Notas:
1. 1 2  Puntos en partidos directos: Zimbru Chișinău 4, Sfîntul Gheorghe 1.
2. 1 2  Puntos en partidos directos: Milsami Orhei 4, Bălți 1.
3. ↑  Dinamo-Auto comenzó con −6 puntos por manipulación de partidos.

### Resultados
| Local \ Visitante | BAL | DAC | DIN | MIL | PET | SFI | SHE | ZIM |
| ----------------- | --- | --- | --- | --- | --- | --- | --- | --- |
| Bălți             | —   | 0–1 | 1–0 | 1–1 | 0–1 | 4–0 | 0–3 | 0–2 |
| Dacia Buiucani    | 0–0 | —   | 5–0 | 0–2 | 0–0 | 2–0 | 0–2 | 0–0 |
| Dinamo Tiraspol   | 0–1 | 2–0 | —   | 1–1 | 1–4 | 0–2 | 0–1 | 0–0 |
| Milsami Orhei     | 1–0 | 1–1 | 0–0 | —   | 1–0 | 2–3 | 0–2 | 1–0 |
| Petrocub-Hîncești | 1–0 | 1–0 | 4–0 | 2–1 | —   | 0–2 | 1–0 | 2–2 |
| Sfîntul Gheorghe  | 1–2 | 1–0 | 3–0 | 1–0 | 1–2 | —   | 1–3 | 0–1 |
| Sheriff Tiraspol  | 2–1 | 2–1 | 2–0 | 2–0 | 1–1 | 3–0 | —   | 0–0 |
| Zimbru Chișinău   | 0–3 | 3–4 | 2–1 | 1–1 | 2–1 | 3–3 | 1–1 | —   |

## Grupo Campeonato

### Clasificación
| Pos. | Equipo            | Pts. | PJ | G | E | P | GF | GC | Dif. | Clasificación 2023-24                       |
| ---- | ----------------- | ---- | -- | - | - | - | -- | -- | ---- | ------------------------------------------- |
| 1    | Sheriff Tiraspol  | 24   | 10 | 7 | 3 | 0 | 15 | 3  | +12  | Primera ronda de la Liga de Campeones       |
| 2    | Petrocub-Hîncești | 21   | 10 | 6 | 3 | 1 | 16 | 6  | +10  | Segunda ronda de la Liga Europa Conferencia |
| 3    | Zimbru Chișinău   | 12   | 10 | 3 | 3 | 4 | 10 | 9  | +1   | Primera ronda de la Liga Europa Conferencia |
| 4    | Milsami Orhei     | 11   | 10 | 3 | 2 | 5 | 10 | 16 | −6   | Primera ronda de la Liga Europa Conferencia |
| 5    | Sfîntul Gheorghe  | 7    | 10 | 1 | 4 | 5 | 4  | 13 | −9   | Disuelta después de la temporada.           |
| 6    | Bălți             | 5    | 10 | 0 | 5 | 5 | 5  | 13 | −8   |                                             |

Actualizado a los partidos jugados el 20 de mayo de 2023.
 Fuente: Soccerway

### Resultados
| Local \ Visitante | BAL | MIL | PET | SFI | SHE | ZIM |
| ----------------- | --- | --- | --- | --- | --- | --- |
| Bălți             | —   |     |     |     |     |     |
| Milsami Orhei     |     | —   |     |     |     |     |
| Petrocub-Hîncești |     |     | —   |     |     |     |
| Sfîntul Gheorghe  |     |     |     | —   |     |     |
| Sheriff Tiraspol  |     |     |     |     | —   |     |
| Zimbru Chișinău   |     |     |     |     |     | —   |

## Goleadores
| Pos. | Jugador          | Club         | Goles |
| ---- | ---------------- | ------------ | ----- |
| 1    | Rasheed Akanbi   | Sheriff      | 8     |
| 1    | Alexandru Dedov  | Zimbru       | 8     |
| 3    | Marius Iosipoi   | Petrocub     | 7     |
| 4    | Radu Gînsari     | Milsami      | 6     |
| 5    | Jibril Ibrahim   | Sf. Gheorghe | 5     |
| 5    | Vladimir Ambros  | Petrocub     | 5     |
| 5    | Victor Bogaciuc  | Petrocub     | 5     |
| 8    | Steve Ambri      | Sheriff      | 4     |
| 8    | Emmanuel Alaribe | Zimbru       | 4     |
| 8    | Eugen Sidorenco  | Zimbru       | 4     |
| 8    | Mouhamed Diop    | Sheriff      | 4     |